# Macrolobium stenopetalum
Macrolobium stenopetalum là một loài rau đậu thuộc họ Fabaceae.
Loài này chỉ có ở Suriname.